# Dragnić
Dragnić (szerbül: Драгнић) egykor vegyes lakosságú, ma szerb többségű falu Bosznia-Hercegovinában, Bosanska krajina területén, a Szerb Köztársaságban, Šipovo községben. 

## Fekvése
Bosznia-Hercegovina közép-nyugati részén, Banja Lukától légvonalban 60, közúton 87 km-re délre, községközpontjától légvonalban 5 km-re, közúton 6 km-re délnyugatra, a Pljeva-folyó bal partján és a folyó forrásvidékén, a Smiljevac-Jastrebnjak hegység lábánál és a hegység lejtőin, 500 és 800 méteres tengerszint feletti magasság között található. 

## Népessége
| Nemzetiségi csoport | Népesség 1991 | Népesség 2013 |
| ------------------- | ------------- | ------------- |
| Szerb               | 65            | 81            |
| Bosnyák             | 230           | 28            |
| Horvát              | 0             | 0             |
| Jugoszláv           | 0             | 0             |
| Egyéb               | 1             | 6             |
| Összesen            | 296           | 115           |

## Története
A település 1878-ig tartozott az Oszmán Birodalomhoz, majd az Osztrák-Magyar Monarchia része lett. 1879-ben az első osztrák-magyar népszámlálás során Pliva község részeként a faluban 23 házat és 102 muszlim lakost számláltak. 1910-ben Vidinlije község részeként a településen 40 házat, 38 ortodox szerb, 96 muszlim és 66 katolikus lakost találtak.A monarchia szétesésével 1918-ben előbb a Szerb-Horvát-Szlovén Királyság, majd 1929-től a Jugoszláv Királyság része. Jugoszlávia megszállása után a falu a Független Horvát Állam (NDH) része lett.
1945-től a település a szocialista Jugoszlávia része volt. A településen az 1991-es népszámlálás adatai szerint 296-an éltek. A Bosznia-Hercegovinában zajló polgárháború idején a Visoko Krajina többi településéhez hasonlóan a Boszniai Szerb Köztársaság része volt. A területén 1995 szeptemberéig nem volt háborús hadművelet, ekkor azonban a település területét a Horvát Köztársaság fegyveres ereje megszállta. A daytoni békeszerződés aláírása után a település a Szerb Köztársasághoz, azon belül Šipovo községhez került és szerb többségű lett.

## Nevezetességei
Itt található a Pljeva (Pliva) folyó forrása. A folyó két bővízű forrásból ered a Smiljevac-Jastrebnjak hegység lábánál, 483 méteres tengerszint feletti magasságban.